# Cidaria chloronotata
Cidaria chloronotata är en fjärilsart som beskrevs av Heinrich Benno Möschler 1890. Cidaria chloronotata ingår i släktet Cidaria och familjen mätare. Inga underarter finns listade i Catalogue of Life.